# 深尾重忠
深尾 重忠（ふかお しげただ）は、安土桃山時代から江戸時代前期にかけての武将、山内家の家臣。土佐藩筆頭家老。南宗深尾家初代。

## 生涯
永禄12年（1569年）、深尾重三の子として誕生した。その後、深尾重良の養子になる。
山内一豊に近江国長浜へ養父・重良と共に招かれ、100石、次いで200石を得る。小田原征伐で功を挙げてさらに200石を加える。関ヶ原の戦いでも功があり、一豊が土佐国藩主になると、重良は首席家老1万石、重忠は別に2000石を給わった。
その後、人質として妻子と共に16年間江戸で暮らす。土佐藩2代藩主・山内忠義を輔けて功を挙げ、5000石を賜る。しかし藩命により、重良は一豊の弟・康豊の三男・重昌を養子とし、重忠の娘と配して家名を継がせることとなり、重忠は南宗深尾家を興し、家老の一員となる。元和8年（1622年）、忠義の命を奉じて、野中直継、寺村淡路、乾和三らと共に土佐領内の仕置を定める。
万治元年（1658年）、病死した。

## 逸話
妻の病気平癒を祈願して全快し、その礼として乗台寺に庭園を築いた。高知県指定の文化財とし今でも佐川町に存在している。

## 系譜
- 父：深尾重三
- 養父：深尾重良（美濃国山県郡太郎丸城主）
- 室：深尾重良の娘
- 子女
  - 男子：深尾重行
    - 孫：深尾重勝
      - 曾孫：深尾重将
        - 玄孫：深尾滋武

  - 女子：深尾重昌の正室
  - 三女：山内彦作（乾和成）の室
- 義弟：深尾重昌（山内康豊の三男）、重良の養子となって家督を継ぐ。